# Mario & Luigi: Paper Jam Bros.
Mario & Luigi: Paper Jam Bros., conegut a Amèrica del Nord com a Mario & Luigi: Paper Jam i al Japó com a Mario & Luigi RPG Paper Mario Mix (マリオ＆ルイージRPG ペーパーマリオMIX), és un videojoc de rol i d'acció desenvolupat per AlphaDream i que va publicar Nintendo per a Nintendo 3DS el desembre de 2015 (22 de gener de 2016 a Amèrica del Nord). El joc és el cinquè títol de la sèrie Mario & Luigi.

## Jugabilitat
Mario & Luigi: Paper Jam Bros. és una barreja entre les sèries Paper Mario i Mario & Luigi. En aquest joc és possible controlar tant les versions tradicionals de Mario i Luigi com el Mario de paper. Durant el joc, el jugador pot prendre avantatge de les capacitats úniques de Paper Mario, com colar-se a través de parets, multiplicar-se i doblegar-se. Els jugadors també poden demostrar que són de bon ritme en la comanda Papercraft Mario, un enorme robot de Mario de paper i desenvolupat per passos de ball.
Mario & Luigi: Paper Jam Bros. té modes especialment dedicats a jugadors nouvinguts o inexperts. Un d'ells és l'"Easy Mode", on els jugadors no notaran que els personatges Mario, Luigi i Paper Mario rebran una dosi extra de força per encarar-se els enemics. També s'ha inclòs un "Assist Mode" que serveix per ajudar a saber quin dels seus personatges és a la mira dels enemics perquè així es pugui defensar utilitzant el botó adequat. En Toad donarà alguns valuosos consells a qui no està familiaritzat amb la sèrie Mario & Luigi, dient per exemple que és necessari evitar fugir de moltes batalles perquè el seu personatge pugui guanyar experiència i pujar de nivells, i quins equipaments han de ser actualitzats sovint per augmentar les possibilitats de victòries.
Cada figura amiibo utilitzada allibera una baralla diferent de cartes amb estampats de personatges de la sèrie Mario. L'estatueta d'en Bowser, per exemple, desbloqueja una baralla de cartes d'atac, mentres que la figura de Yoshi ofereix una baralla de cartes capaces d'augmentar atributs o curar l'estatus d'en Mario, d'en Luigi i d'en Paper Mario a les batalles. Només és possible utilitzar una Battle Card per baralla, i cada vegada que es vulgui abrir la baralla durant els enfrontaments, és necessari escanejar la figura amiibo corresponent a la pantalla inferior de la New 3DS/XL o a través de l'accessori lector/gravador NFC per a altres models de 3DS. Les figures utilitzades són: per a la col·lecció Super Smash Bros. hi ha Mario, Peach, Yoshi, Luigi, Bowser i Dr. Mario; per a la Super Mario hi ha Mario, Peach, Toad, Luigi, Bowser i Yoshi; per a la de Yoshi's Woolly World hi ha Green Yarn Yoshi, Pink Yarn Yoshi, Blue Yarn Yoshi i Mega Yarn Yoshi, i per a la Super Mario Maker hi ha Mario Classic Color i Mario Modern Color.
Durant tota l'aventura, o a través d'una llista amb el personatge Lakitu, hi tenen lloc desafiaments on és necessari capturar els Paper Toads, que són bastant variats. Hi ha missions on és necessari capturar una certa quantitat de Paper Toads en un període determinat, destruir una pila de blocs per alliberar-los, o guiar un grup d'ells fins a un lloc segur; en alguns casos, és necessari prémer el botó "X" per córrer en direcció a un Paper Toad desorientat i derrumbar-lo. Val notar que, després d'haver-se conclòs, aquestes missions poden ser jugades novament en una major dificultat.
L'aliança entre Mario, Luigi i Paper Mario ofereix atacs més poderosos a les batalles, anomenats Trio Attacks, que involucren el prémer els botons "A", "B" i "Y" per controlar els moviments de cada personatge. Hi ha un moviment d'emergència on Mario, Luigi i Paper Mario s'abracen entre ells per reduir els danys d'un atac enemic. A més, els enemics ara tenen una barra que revela el seu nivell sota el nom, que serveix als jugadors per tenir una noció de la força de cada adversió. Ja no és possible triar quin atribut millorar al pujar els seus personatges de nivell, però a cada cinc nivells és permès aplicar un generós bonus als atributs del personatge. Alguns d'aquests atacs són Trio Racquet, Trio Kite, Trio Moves, Trio Hammer, etc. També tornen els Bros. Attacks, atacs realitzats en conjunt per Mario i Luigi durant les batalles que, igual que els Trio Attacks, s'aprenen cada cop que es captura Caco Gazapo. Alguns d'aquests atacs són el Rocket Blast i el Drill Shell.
Hi ha una gran varietat d'escenaris a Mario & Luigi: Paper Jam Bros., com camps verds, deserts i una ombrívola caverna subterrània. Encara que prevalgui l'estil artístic de la sèrie Mario & Luigi als ambients, en alguns moments el fetiiller Kamek transforma el paisatge en estructures de paper per dificultar la vida dels nostres herois; certament l'ajuda de Paper Mario serà ben útil en aquestes seccions. Mentre atravessa el gran món de joc, es podrà comprovar el castell d'en Bowser al fons de l'escenari, com a recordatori constant de la seva missió principal, que és derrotar els dos Bowsers per salvar les Peachs.

## Argument
La història de Mario & Luigi: Paper Jam Bros. té inici al Regne Xampinyó, precisament dins el Castell de la Princesa Peach, on Luigi i Toad estan caçant una estona en un dels dipòsits del castell, mentre un arranjament del tema musical de Luigi's Mansion sona de fons. En aquest moment, en Luigi ensopega amb un estrany llibre màgic, que a l'obrir-se fa que els esverats personatges de l'univers Paper Mario siguin llençats als aires i s'extenguin pel món tridimensional de Mario & Luigi. No cal dir que Bowser i Paper Bowser han volgut segrestar Peach i Paper Peach, fent que Mario, Luigi i Paper Mario s'uneixin per a una perillosa i emocionant missió de rescat.

## Desenvolupament
Mario & Luigi: Paper Jam Bros., conegut a Amèrica del Nord com a Mario & Luigi: Paper Jam i al Japó com a Mario & Luigi RPG Paper Mario Mix (マリオ＆ルイージRPG ペーパーマリオMIX), va ser anunciat en l'esdeveniment digital que Nintendo va organitzar en el marc de l'E³ el 15 de juny de 2015. Té una data de llançament de primavera de 2016. Nintendo va anunciar amb l'informe financer del primer trimestre de l'any fiscal 2015/2016 que el joc sortirà el 2015 al Japó.
El 19 de setembre el canal de YouTube "GameXplain" va publicar un vídeo sobre suposicions del joc.
El 2 d'octubre es va donar a conèixer la data de llançament al Japó que seria del 3 de desembre, juntament amb una caràtula en baixa resolució i la revelació de la compatibilitat amb figures amiibo. La revista Famitsu de finals d'octubre va dedicar quatre pàgines al joc fent una anàlisi prèvia, tal com es va anunciar el 16 d'octubre.
El 15 d'octubre Nintendo va anunciar que el joc sortiria a Europa el 4 de desembre de 2015 i a Australàsia el dia 10 del mateix mes, així com publicar algunes arts oficials. Un dia després es va pública la caràtula japonesa final en alta resolució, i el dia 22 se'n publica la europea. El 30 d'octubre es publica el web japonès del joc, que alhora inclou nous detalls i vídeos. El 2 de novembre GameXplain va descobrir gràcies a aquest web que Caco Gazapo seria present al joc, així com les relacions de Toadette a les batalles Papercraft i de Paper Mario: Sticker Star amb el joc.
Durant el Nintendo Direct del 13 de novembre de 2015 es va anunciar que Mario & Luigi: Paper Jam sortiria a Amèrica del Nord el 22 de gener de 2016. El 8 de desembre, quan es va obrir la prevenda digital del joc per a Amèrica del Nord, es va revelar que ocupa concretament 450 MB a la targeta SD. La web oficial nord-americana incompleta del joc va sortir el 31 de desembre de 2015 i completa l'11 de gener de 2016. El tràiler de llançament nord-americà va sortir el 20 de gener de 2016. La caràtula a Amèrica del Nord compta amb uns contorns vermells, igual que altres entregues de la sèrie Mario. El joc va acabar sortint al Brasil el 22 de gener de 2016 també.
Durant una entrevista realitzada per MariChan a Miiverse el gener de 2016 amb preguntes fetes pels mateixos usuaris de la xarxa social de Nintendo ("Miiting"), el productor Akira Otani i el director Shunsuke Kobayashi van explicar que l'equip de desenvolupadors de Mario & Luigi: Paper Jam Bros. no van incloure Paper Luigi a la llista de personatges jugables perquè podia ser confús per a la jugabilitat. El director de desenvolupament del joc va revelar quina ha estat la major dificultat de realitzar aquest crossover, tant en jugabilitat com en relació al guió.⊙

## Recepció

### Crítica
Mario & Luigi: Paper Jam Bros. ha rebut la qualificació de 8/8/8/9, conquerint una nota total de 33/40 punts, de part de la revista japonesa Famitsu. Encara que les notes rebudes pel joc hagin estat ben a sobre de la mitjana, s'ha de tenir en compte que aquesta és la pitjor puntuació rebuda per un joc de la sèrie Mario & Luigi fins aleshores.
Al compilador Metacritic té una mitjana de 79 punts. Un dels principals motius destacats per la crítica és la impressionant harmonia de la barreja, tenint en compte que són sèries totalment diferents en termes de jugabilitat. L'aventura del trio d'herois format per Mario, Luigi i Paper Mario per rescatar Peach, Paper Peach i Paper Toads aconsegueix aliar-se amb molta competència el notable bon humor d'una sèrie i les refinades mecànqieus de jugabilitat de l'altra. Una altra característica àmpliament elogiada per la crítica és el sistema de batalles, que ara permet estratègies més elaborades que els RPGs anteriors de la sèrie Mario, gràcies a la reunió de les habilitats úniques de Mario, Luigi i Paper Mario, i el sistema de Battle Cards, les cartes d'ajuda que poden ser adquirides normalment al joc o desbloquejades amb figures amiibo.
- 3DJuegos (9,0/10): "La sèrie Mario & Luigi renova la seva fórmula sense canviar-la. AlphaDream arriba al seu objectiu d'afegir paper a la jugabilitat. El resultat? Un altre important capítol de la saga."
- God is a Geek (9,0/10): "Aquest joc d'alguna manera és una revolució del que hem vist abans, però això no importa ni una mica -les mecàniques encara són sòlides com sempre ho han estat, l'humor encara fa que el meu rostre em faci mal de tant somriure, i mai se m'ha allargat tant de temps."
- XGN (9,0/10): "Aquest joc és obligatori per als fans dels jocs Mario & Luigi i Paper Mario. Encara no hagi tocat cap joc de Mario abans, Mario & Luigi:Paper Jam Bros. és fortament recomanat."
- Spazio Games (8,5/10): "És un joc millor que Dream Team Bros. i Paper Mario: Sticker Star que barreja de forma intel·ligent els seus dos sub-gèneres per donar vida a quelcom únic i divertit. Un altre gran joc a la bilbioteca de 3DS."
- InsideGamer.nl (8,5/10): "L'addició de Paper Mario a aquesta divertida barreja és ben balancejada. En alguns casos és una bona tria, ja que també afegeix majors opcions d'atac als seus enemics. El temps és essencial i si no ho tingués, aquest joc seria una galeta més dura del que ja és. Paper Jam Bros. és com confeti: acolorit amb molta varietat i contingut. Per deixar la festa encara millor, els adorables diàlegs són molt divertits."
- IGN Italia (8,2/10): "L'última edició de les sèries Mario & Luigi i Paper Mario és bona. El nou trio funciona de forma fluida, i el joc és tan divertit com sempre ha estat. Però les missions Paper Toad són una mica confuses i falta quelcom a les Papercraft Battles."
- FNintendo (8/10): "Mario & Luigi: Paper Jam Bros. és una proposta molt interessant per a la portàtil de Nintendo. Aquest crossover ofereix una experiència que, a més de familiar, aconsegueix ser marcant i divertida. Desafiant en el que toca a les batalles i amb una producció creativa, a penes pobre per l'argument previsible per a un RPG, per la facilitat dels puzzles i pels desinteressants segments com el Papercraft."
- Videogamer (8/10): "Encara que Mario & Luigi: Paper Jam Bros. sigui de moltes maneres un recautxutat del que ja hem vist abans, és exactament el que qualsevol pot demanar de la sèrie al mateix temps en què hi ha obertura suficient per conquerir a qui està jugant per primer cop."
- TheSixthAxis (7/10): "Mario & Luigi: Paper Jam Bros. infeliçment cau de cara al cap a l'obstacle final, però manté una alegre i altament divertida ascensió fins aquest punt. Hi ha grans referències a les franquícies Mario & Luigi i Paper Mario, i els tres protagonistes fan un gran equip en aquest RPG de 3DS. Decisions qüestionables sobre l'ús d'amiibo, i les missions paral·leles en forma de minijocs no poden ser ignorades, però el destacat de Paper Jam Bros. no pot ser menyspreat."
- Pocket Gamer UK (6/10): "Un mashup segur i comnicatiu que falla en arribar als alts patrons dels millors jocs Mario & Luigi i Paper Mario."

### Vendes
El joc va vendre 49.266 unitats al mercat japonès col·locant-se al segon lloc del rànquing de videojocs més venuts a la regió entre el 30 de novembre i el 6 de desembre de 2015. Del 7 al 13 va ser vuitè venent 32.580 unitats. Del 14 al 20 en va vendre 45.834 quedant en vuitè lloc. Del 21 al 27 va ser vuitè venent 55.583. Del 4 al 10 de gener va ser desè venent 9.497 de 207.812 en total.
Segons GFK, el 5 de desembre de 2015 va ser el cinquè joc més venut al Regne Unit entre els de Nintendo 3DS, el 12 de desembre va ser el sisè i el 19 de desembre va ser el desè. El 2, el 9 i el 16 de gener de 2016 va ser segon a la seva categoria. Va ser setè el 30 de gener.
El joc va ser el 12è a la llista de jocs descarregats de la eShop de 3DS americana el 18 de gener de 2016, recentment oberta l'opció de prevenda. Va ser el segon el 27 de gener i l'1 de febrer de 2016. Va ser el quart el 10 de febrer. Va ser el dotzè el 24 de febrer.
Segons NPD Group, Mario & Luigi: Paper Jam Bros. és el desè joc d'una sola plataforma més venut als Estats Units durant el gener de 2016.
Segons una enquesta duta a terme pel web Venture Beat juntament amb iSpot.tv, especialitzat en mesurar l'impacte d'anuncis televisius en temps real, l'anunci del febrer de 2016 de Mario & Luigi: Paper Jam Bros. creat específicament per als Kids' Choice Awards 2016, va ser el segon anunci de videojocs més vist en els últims trenta dies, perdent pel conjunt de set propagandes de la desenvolupadora Machine Zone, i va respondre al 28% del retorn general obtingut per la indústria dels videojocs a l'àrea i quedant en tercer lloc al top 10 d'anuncis que han provocat més interaccions al públic (tenint en compte que hi ha cinc anuncis de Nintendo al rànquing).

### Màrqueting i marxandatge
A la seva enquesta (publicada a finals de gener de 2016) objectiu del qual volien saber els cinquanta jocs amb més impacte del 2015, en concret llançats entre el setembre i el 31 de desembre, i tenint en compte aspectes de màrqueting utilitzat, la companyia analítica britànica Fancensus, Mario & Luigi: Paper Jam Bros. va ser 44è.
- Qui va reservar el joc a Amazon Japan va rebre un conjunt d'adhesius temàtics basats en personatges del joc en les seves versions normals i de paper, així com una "pàgina secreta".[48]
- Qui va reservar el joc a la botiga britànica de Nintendo va rebre un trio d'estatuetes de paper representant en Mario, en Luigi i en Goomba, fent referència a les "Papercraft Battles".[49] Si es va reservar al GameStop americà també es tenia dret a rebre una d'aquestes, incloent una d'en Yoshi.[50]
- Al dia de llançament japonès sortirà un paquet que inclou el joc i Mario Kart 7. Venen acompanyats de quatre adhesius temàtics si es compren a Amazon Japan.[51]
- Van aparèixer cartells per la ciutat japonesa de Tòquio.[52]
- Un Event Course desenvolupat per AlphaDream que inclou un Costume Mario del trio Paper Mario, Mario i Luigi va ser llançat el 3 de desembre de 2015 a Super Mario Maker.[53]
- Un trencaclosques de quinze peces per a la Plaza Mii de StreetPass es pot aconseguir a Amèrica del Nord.[54]
- La revista japonesa Famitsu va editar la "Perfect Guide Book" de Mario & Luigi: Paper Jam Bros., plena d'informacions crucials sobre aquest joc, com mapes de cada regió, consells de com vèncer enemics i caps i estratègies detallades per completar cada missió; ja pot ser adquirit des del 24 de desembre a l'Amazon Japan.[55]
- Al web Play Nintendo van sortir uns retallables imprimibles en què es poden crear Papercrafts ("cartoñecos") basats en ítems de blocs.[56] Un mes després en van sortir un per crear un "origami endeví" temàtic.[57]
- Nintendo of America va utilitzar l'argument del joc (l'element de "personatges al món real") per crear un anunci promocional per al Kids' Choice Awards 2016, esdeveniment que la companyia promocionava i on Super Mario Maker estava nominat.[58]
- Una sèrie de vídeos llançats per Nintendo of America a YouTube a mitjans de març de 2016 ensenyava com dos germans intenten aliar els peluixos dels herois Mario, Luigi i Paper Mario de la manera en què es fa el joc.[59][60]
- Del 19 d'abril al 30 de juny van estar disponibles, amb el menú "Wacky Pack" dels restaurants nord-americans SONIC Drive-In, figures exclusives oficials de Nintendo, cinc models diferents: dos robots de paper (Goomba i Peach), la figura de Mario que porta rodetes a la base, una baldufa amb les figures de Mario, Luigi i Paper Mario a sobre, i un conjunt d'ítems variats (Moneda, Xampinyons i Bloc d'Interrogació).[61]

### Premis i nominacions
A l'E3 2015 IGN el va nomenar a "Millor Joc de Nintendo 3DS".
Mario & Luigi: Paper Jam Bros. va ser triat a les categories de "Millor Videojoc Portàtil" i "Millor RPG" de les Game Critics Awards 2015, que elogien als millors jocs de l'E3.